# Robert IV. (Eu)
Robert IV. d’Artois (* wohl 1356; † 20. Juli 1387 in Neapel) war der zweite und der älteste überlebende Sohn von Jean d’Artois, genannt Jean Sans Terre (Johann Ohneland), Graf von Eu, und Isabeau de Melun.
Um 1376 heiratete er die zwölf Jahre ältere Johanna (Giovanna) von Sizilien (1344–1387), Tochter von Herzog Karl von Durazzo und selbst ehemalige Herzogin von Durazzo (Durrës in Albanien), sowie Witwe des Grafen Ludwig von Beaumont-le-Roger († 1372).
Robert IV. erbte am 6. April 1387 den Besitz seines Vaters, die Grafschaft Eu sowie die Herrschaften Saint-Valery und Ault, erfuhr allerdings vom Tod seines Vaters nicht mehr, da er und seine Ehefrau am 20. Juli 1387 im Castel dell’Ovo einem Giftanschlag von Johannas jüngerer Schwester Margarethe von Durazzo zum Opfer fielen. Robert und Johanna wurden in der Kirche San Lorenzo Maggiore in Neapel bestattet.
Die Ehe von Robert und Johanna war kinderlos geblieben. Roberts Nachfolger in Eu wurde sein jüngerer Bruder Philippe d’Artois, der 1392 Connétable von Frankreich wurde, 1396 in der Schlacht von Nikopolis in osmanische Gefangenschaft geriet und am 16. Juni 1397 im anatolischen Micalizo starb.

## Weblink
- Johanna von Durazzo bei web.genealogie